# Cordia rogersii
Cordia rogersii là loài thực vật có hoa trong họ Mồ hôi. Loài này được Hutch. mô tả khoa học đầu tiên năm 1946.